# Jacqueline Carrel
Pour les articles homonymes, voir Carrel.
Jacqueline Carrel, nom de scène de Jacqueline Cartier, née le 27 novembre 1920 à Vienne et morte le 4 août 1996 à Boulogne-Billancourt, est une actrice française.

## Filmographie

### Actrice
- 1947 : Rendez-vous à Paris de Gilles Grangier : Mme Gomès
- 1947 : Mandrin de René Jayet : Isabelle
- 1948 : Carrefour du crime de Jean Sacha
- 1959 : Impasse des vertus de Pierre Méré
- 1959 : Le travail c'est la liberté de Louis Grospierre

### Doublage
- Sara Montiel dans :
  - La Violetera (1958) : Soledad
  - Ave Maria (1961) : Magdalena "Magda" Beltran / sœur Belen

Mais aussi :
- 1961 : Ville sans pitié : Inge Koerner (Barbara Rütting)
- 1965 : L'amour a plusieurs visages : Kit Jordon (Kitty en VF) (Lana Turner)
- 1961 : Jugement à Nuremberg : Irene Hoffman (Judy Garland)